# Zeuthen (slægt)
 For alternative betydninger, se Zeuthen. (Se også artikler, som begynder med Zeuthen)
Zeuthen er en dansk præsteslægt, som har navn efter Søften. Slægten har en borgerlig og en adelig gren, og mens den adelige gren uddøde 1850, lever den borgerlige slægt fremdeles.
Slægten føres tilbage til sognepræst i Søften og Foldby, provst Laurids Sørensen (død 1578), hvis søn sognepræst ved Odense Sankt Knuds Kirke, provst, magister Jens Lauridsen Zeuthen (1573-1628) var fader til sognepræsterne Christen Zeuthen (ca. 1612-ca. 1659) i Brændekilde og Bellinge og Peder Zeuthen (1617-1680) i Ollerup og Kirkeby; af disse var den førstnævnte fader til sognepræst i Egede Axel Zeuthen (død 1721) og til sognepræst i Gangsted og Søvind Ole Zeuthen (1644-1720), af hvis børn skal nævnes Marie Margrethe Zeuthen (1692-1773) — der i ægteskab med bogbinder, senere lakerer Caspar Johan Petersen Als (1686-1762) var moder til skuespilleren Iver Als (ca. 1722-1770) og til maleren Peder Als (1726-1776) — sognepræst i Gangsted og Søvind Jens Foss Zeuthen (1693-1737) og bogholder ved Den civile Enkekasse Peter Laurentius Zeuthen (1711-1776), hvis søn, etatsråd Peter Christian Zeuthen (1755—1823) til Tølløse, Søgård og Sonnerup var fader til højesteretsassessor Vilhelm Peter Zeuthen (1785-1827) — af hvis døtre Charlotte Zeuthen (1815-1892) var gift med kammerherre, lensgreve Johan Sigismund Schulin (1808-1880) til Frederiksdal og Christiane Johanne Zeuthen (1816-1850) med gehejmekonferensråd Peter Christian Joachim Bruun (de) Neergaard (1806-1893) — til lensbaron Christian Frederik Zeuthen (1794-1850), der 1843 blev optaget i adelstanden og samtidig (28. juni) oprettede baroniet Zeuthen af de fædrene godser, og til Vilhelmine Frederikke Zeuthen (1798-1859), der var gift med etatsråd Christian Flor (1792-1875). Christian Frederik Zeuthen døde 1850 uden mandligt afkom, og baroniet tilfaldt derfor hans hustrus broder, grev Christian Frederik Schulin (1822-1873), som antog navnet Schulin-Zeuthen.
Ovennævnte pastor Jens Foss Zeuthen (1693-1737) var fader til degn i Skamstrup og Frydendal Ole Foss Zeuthen (1729-1796), hvis sønner var sognepræst på Femø Jens Rasmus Zeuthen (1760-1814) og kgl. skovfoged i Esrum Peter Laurentius Zeuthen (1783-1839), der var fader til maler Christian Olavius Zeuthen (1812-1890), til kgl. kapelmusikus Knud Ladorf Zeuthen (1815-1872) og til Knudine Roldine Zeuthen (1825-1895), som i ægteskab med forpagter Andreas Jacob Peter Münster (1822-1879) var moder til forfatteren Gutzon Oluf Münster (1859-1932).
Ovennævnte sognepræst Peder Zeuthen (1617-1680) var fader til sognepræst i Svindinge Anders Zeuthen (død 1707), til residerende kapellan i Grenaa Christen Zeuthen (død 1705), til residerende kapellan ved Odense Vor Frue Kirke Jens Pedersen Zeuthen (død 1692) og til sognepræst i Allested og Vejle Henrik Zeuthen (død 1744), hvis sønner var sognepræst i Allested og Vejle Jens Zeuthen (1714-1763) og sognepræst i Skamby, konsistorialråd Niels Zeuthen (1718-1791); sidstnævntes søn, sognepræst i Skamby Frederik Bagger Zeuthen (1767-1851) var fader til  præst, dr.phil. Frederik Ludvig Bang Zeuthen (1805-1874), af hvis sønner skal nævnes sognepræst ved Fredericia Sankt Michaelis Kirke og i Erritsø, provst Frederik Zeuthen (1837-1915) og matematikeren, professor Hieronymus Georg Zeuthen (1839-1920) samt proprietær Henrik Steffens Zeuthen (1841-1929), der var fader til maler og grafiker Ernst Johan Zeuthen (1880-1938) og til direktør Otto Ludvig Zeuthen (1879-1946). 
Ovennævnte Hieronymus Georg Zeuthen var fader til nationaløkonom, professor Frederik Ludvig Bang Zeuthen (1888-1959, gift med politiker Else Marie Zeuthen født Bengtsson, 1897-1975) og til dommer Emil Hieronymus Zeuthen (1880-1966), som var fader til departementschef, overpræsident i København Jens Hieronymus Zeuthen (1912-1992). Hieronymus Georg Zeuthens søn Axel Hieronymus Zeuthen (1892-1972) var far til nationaløkonom Hans E. Zeuthen (f. 1936).
Ovennævnte Otto Ludvig Zeuthens sønner var flykonstruktør Karl Gustav Zeuthen (1909-1989) og fysiologen, professor Erik Zeuthen (1914-1980), der var fader til cellisten Morten Mikael Zeuthen (født 1951), til dr.scient. Jesper Zeuthen (født 1947) og til violinisten Elisabeth Zeuthen Schneider. Morten Zeuthen er fader til radioværten Iben Maria Zeuthen (født 1985).

## Andre med navnet Zeuthen (uklart tilhørsforhold)
- George Zeuthen – dansk forfatter, født i 1950'erne
- Jesper Zeuthen - dansk jazzmusiker, saxofonist

Overretssagfører Sophus Rasmus Lauritz(en) Zeuthen (1854-1923) tilhører ikke denne slægt.